# 생존자네트워크 이후
생존자네트워크 이후는 여성폭력 경험을 가진 사람들의 공동체이다.